# Acleris
Acleris es un género de polillas de la subfamilia Tortricinae, familia Tortricidae. Son de distribución holártica. 
Son polífagos, se alimentan de una gran variedad de plantas de numerosas familias. Enrollan hojas donde se esconden y alimentan.
Hay gran variabilidad intraespecífica lo que hace difícil la identificación. Hasta 2007 se conocían alrededor de 241 especies.

## Sinónimos
- Acteris  Diakonoff, 1939
- Alceris  Fernald, 1903
- Argrotoxa  Pierce & Metcalfe, 1922
- Argyrotosa  Curtis, 1835
- Argyrotoxa  Agassiz, 1848
- Argyrotoza  Stephens, 1829
- Cheimatophila  Stephens, 1829
- Cheimatophila  Stephens, 1829
- Cheimatophila  Stephens, 1834
- Chimatophila  Agassiz, 1848
- Chroesia  Swatschek, 1958
- Croeesia  Fernald, 1908
- Croeses  Diakonoff, 1960
- Croesia  Hübner, [1825] 1816
- Eclectis  Hübner, [1825] 1816
- Ergasia  Issiki & Stringer, 1932
- Feronea  Benander, 1934
- Glyphiptera  Duponchel, 1834
- Glyphisia  Stephens, 1829
- Glyphisia  Stephens, 1829
- Leptogramma  Stephens, 1829
- Lopas  Hübner, [1825] 1816
- Oxigrapha  Hübner, [1825] 1816
- Oxygrapha  Agassiz, 1848
- Peronaea  Sherborn, 1929
- Peronea  Curtis, 1824
- Peronea  Curtis, 1834
- Phloeophila  Duponchel, 1834
- Phloiophila  Duponchel, 1834
- Phylacophora  Filipjev, 1931
- Rhacodia  Hübner, [1825] 1816
- Rhocodia  Hübner, [1825] 1816
- Teleia  Hübner, [1825] 1816
- Teras  Treitschke, 1829

## Especies
- Acleris abietana (Hübner, [1819-1822])
- Acleris aenigmana Powell, 1964
- Acleris aestuosa Yasuda, 1965
- Acleris affinatana (Snellen, 1883)
- Acleris albicomana (Clemens, 1865)
- Acleris albiscapulana (Christoph, 1881)
- Acleris albopterana Liu & Bai, 1993
- Acleris alnivora Oku, 1956
- Acleris amurensis (Caradja, 1928)
- Acleris arcticana (Guenee, 1845)
- Acleris arcuata (Yasuda, 1975)
- Acleris argyrograpta Razowski, 2003
- Acleris askoldana (Christoph, 1881)
- Acleris aspersana (Hübner, [1814-1817])
- Acleris atayalicana Kawabe, 1989
- Acleris atomophora Diakonoff, 1976
- Acleris auricaput Razowski, 1971
- Acleris aurichalcana (Bremer, 1865)
- Acleris avicularia Razowski, 1964
- Acleris bacurana (Turati, 1934)
- Acleris baleina Razowski & Trematerra, 2010
- Acleris bengalica Razowski, 1964
- Acleris bergmanniana (Linnaeus, 1758)
- Acleris bicolor Kawabe, 1963
- Acleris blanda (Yasuda, 1975)
- Acleris boscana (Fabricius, 1794)
- Acleris boscanoides Razowski, 1959
- Acleris bowmanana (McDunnough, 1934)
- Acleris braunana (McDunnough, 1934)
- Acleris britannia Kearfott, 1904
- Acleris bununa Kawabe, 1989
- Acleris busckana (McDunnough, 1934)
- Acleris caerulescens (Walsingham, 1900)
- Acleris caledoniana (Stephens, 1852)
- Acleris caliginosana (Walker, 1863)
- Acleris cameroonana Razowski, 2012
- Acleris capizziana Obraztsov, 1963
- Acleris caucasica (Filipjev, 1962)
- Acleris celiana (Robinson, 1869)
- Acleris cervinana (Fernald, 1882)
- Acleris chalybeana (Fernald, 1882)
- Acleris chionocentra (Meyrick, 1908)
- Acleris chloroma Razowski, 1993
- Acleris clarkei Obraztsov, 1963
- Acleris comandrana (Fernald, 1892)
- Acleris comariana (Friederike Lienig y Zeller, 1846)
- Acleris compsoptila (Meyrick, 1923)
- Acleris conchyloides (Walsingham, 1900)
- Acleris coniferarum (Filipjev, 1962)
- Acleris cornana (McDunnough, 1933)
- Acleris crassa Razowski & Yasuda, 1964
- Acleris crataegi (Kuznetzov, 1964)
- Acleris cribellata Falkovitsh, 1965
- Acleris cristana ([Denis & Schiffermüller], 1775)
- Acleris curvalana (Kearfott, 1907)
- Acleris dealbata (Yasuda, 1975)
- Acleris decolorata Razowski, 1964
- Acleris delicata (Yasuda & Kawabe, 1980)
- Acleris delicatana (Christoph, 1881)
- Acleris dentata (Razowski, 1966)
- Acleris denticulosa Diakonoff, 1976
- Acleris diadecta Razowski, 2003
- Acleris diaphora Razowski, 2003
- Acleris dispar (Liu & Bai, 1987)
- Acleris dryochyta (Meyrick in Caradja & Meyrick, 1937)
- Acleris duoloba Razowski, 2003
- Acleris duracina Razowski, 1974
- Acleris effractana (Hübner, 1799)
- Acleris elaearcha (Meyrick, 1908)
- Acleris elegans Oku, 1956
- Acleris emargana (Fabricius, 1775)
- Acleris emera Razowski, 1993
- Acleris enitescens (Meyrick, 1912)
- Acleris expressa (Filipjev, 1931)
- Acleris exsucana (Kennel, 1901)
- Acleris extensana (Walker, 1863)
- Acleris extranea Razowski, 1975
- Acleris ferox (Razowski, 1975)
- Acleris ferrugana ([Denis & Schiffermüller], 1775)
- Acleris filipjevi Obraztsov, 1956
- Acleris fimbriana (Thunberg & Becklin, 1791)
- Acleris fistularis Diakonoff, 1976
- Acleris flavivittana (Clemens, 1864)
- Acleris flavopterana Liu & Bai, 1993
- Acleris foliana (Walsingham, 1879)
- Acleris forbesana (McDunnough, 1934)
- Acleris formosae Razowski, 1964
- Acleris forsskaleana (Linnaeus, 1758)
- Acleris fragariana Kearfott, 1904
- Acleris fuscana
- Acleris fuscopterana Liu & Bai, 1993
- Acleris fuscopunctata (Liu & Bai, 1987)
- Acleris fuscotogata (Walsingham, 1900)
- Acleris ganeshia Razowski, 2012
- Acleris gatesclarkei Kawabe, 1992
- Acleris gibbopterana Liu & Bai, 1993
- Acleris glaucomis (Meyrick, 1908)
- Acleris gloverana (Walsingham, 1879)
- Acleris gobica Kuznetzov, 1975
- Acleris gothena Razowski, 2012
- Acleris griseopterana Liu & Bai, 1993
- Acleris hapalactis (Meyrick, 1912)
- Acleris harenna Razowski & Trematerra, 2010
- Acleris hastiana (Linnaeus, 1758)
- Acleris helvolaris (Liu & Bai, 1987)
- Acleris hippophaeana (Heyden, 1865)
- Acleris hispidana (Christoph, 1881)
- Acleris hohuanshana Kawabe, 1989
- Acleris hokkaidana Razowski & Yasuda, 1964
- Acleris holmiana (Linnaeus, 1758)
- Acleris hudsoniana (Walker, 1863)
- Acleris hyemana (Haworth, [1811])
- Acleris idonea Razowski, 1972
- Acleris imitatrix (Razowski, 1975)
- Acleris implexana (Walker, 1863)
- Acleris inana (Robinson, 1869)
- Acleris incognita Obraztsov, 1963
- Acleris indignana (Christoph, 1881)
- Acleris issikii Oku, 1957
- Acleris japonica (Walsingham, 1900)
- Acleris kearfottana (McDunnough, 1934)
- Acleris keiferi Powell, 1964
- Acleris kerincina Razowski, 2012
- Acleris kinangopana Razowski, 1964
- Acleris klotsi Obraztsov, 1963
- Acleris kochiella (Goeze, 1783)
- Acleris kodamai Yasuda, 1965
- Acleris kuznetzovi Razowski, 1989
- Acleris lacordairana (Duponchel, in Godart, 1836)
- Acleris laterana (Fabricius, 1794)
- Acleris leechi (Walsingham, 1900)
- Acleris lipsiana ([Denis & Schiffermüller], 1775)
- Acleris literana (Linnaeus, 1758)
- Acleris logiana (Clerck, 1759)
- Acleris longipalpana (Snellen, 1883)
- Acleris lorquiniana (Duponchel, in Godart, 1835)
- Acleris loxoscia (Meyrick, 1907)
- Acleris lucipara Razowski, 1964
- Acleris lucipeta Razowski, 1966
- Acleris luoyingensis Kawabe, 1992
- Acleris lutescentis (Liu & Bai, 1987)
- Acleris maccana (Treitschke, 1835)
- Acleris macdunnoughi Obraztsov, 1963
- Acleris macropterana Liu & Bai, 1993
- Acleris maculidorsana (Clemens, 1864)
- Acleris maculopterana Liu & Bai, 1993
- Acleris malagassana Diakonoff, 1973
- Acleris matthewsi Razowski, 1986
- Acleris maximana (Barnes & Busck, 1920)
- Acleris medea Diakonoff, 1976
- Acleris micropterana Liu & Bai, 1993
- Acleris minuta (Robinson, 1869)
- Acleris monagma Diakonoff, 1976
- Acleris mundana Kuznetzov, 1979
- Acleris nakajimai Kawabe, 1992
- Acleris napaea (Meyrick, 1912)
- Acleris nectaritis (Meyrick, 1912)
- Acleris negundana (Busck, 1940)
- Acleris nigrilineana Kawabe, 1963
- Acleris nigriradix (Filipjev, 1931)
- Acleris nigrolinea (Robinson, 1869)
- Acleris nigropterana Liu & Bai, 1993
- Acleris nishidai J.W.Brown, 2008
- Acleris nivisellana (Walsingham, 1879)
- Acleris notana (Donovan, [1806])
- Acleris obligatoria Park & Razowski, 1991
- Acleris obtusana (Eversmann, 1844)
- Acleris ochropicta Razowski, 1975
- Acleris ochropterana Liu & Bai, 1993
- Acleris okanagana (McDunnough, 1940)
- Acleris ophthalmicana Razowski & Yasuda, 1964
- Acleris orphnocycla (Meyrick in Caradja & Meyrick, 1937)
- Acleris osthelderi (Obraztsov, 1949)
- Acleris oxycoccana (Packard, 1869)
- Acleris pallidorbis Diakonoff, 1976
- Acleris paracinderella Powell, 1964
- Acleris paradiseana (Walsingham, 1900)
- Acleris perfundana Kuznetzov, 1962
- Acleris permutana (Duponchel, in Godart, 1836)
- Acleris phalera (Kuznetzov, 1964)
- Acleris phanerocrypta Diakonoff, 1973
- Acleris phantastica Razowski & Yasuda, 1964
- Acleris phyllosocia Razowski, 2008
- Acleris placata (Meyrick, 1912)
- Acleris placidus Yasuda & Kawabe, 1980
- Acleris platynotana (Walsingham, 1900)
- Acleris porphyrocentra (Meyrick in Caradja & Meyrick, 1937)
- Acleris potosiana Razowski & Becker, 2003
- Acleris praeterita Park & Razowski, 1991
- Acleris proximana (Caradja, 1927)
- Acleris ptychogrammos (Zeller, 1875)
- Acleris pulchella Kawabe, 1963
- Acleris pulcherrima Razowski, 1971
- Acleris quadridentana (Walsingham, 1900)
- Acleris quercinana (Zeller, 1849)
- Acleris rantaizana Razowski, 1966
- Acleris razowskii (Yasuda, 1975)
- Acleris recula Razowski, 1974
- Acleris retrusa Razowski, 1993
- Acleris rhombana ([Denis & Schiffermüller], 1775)
- Acleris robinsoniana (Forbes, 1923)
- Acleris roscidana (Hübner, [1796-1799])
- Acleris rosella (Liu & Bai, 1987)
- Acleris roxana Razowski & Yasuda, 1964
- Acleris rubi Razowski, 2005
- Acleris rubivorella (Filipjev, 1962)
- Acleris rufana ([Denis & Schiffermüller], 1775)
- Acleris ruwenzorica Razowski, 2005
- Acleris sagmatias (Meyrick, 1905)
- Acleris salicicola Kuznetzov, 1970
- Acleris santacrucis Obraztsov, 1963
- Acleris scabrana ([Denis & Schiffermüller], 1775)
- Acleris schalleriana (Linnaeus, 1761)
- Acleris schiasma Razowski, 2012
- Acleris semiannula (Robinson, 1869)
- Acleris semipurpurana (Kearfott, 1905)
- Acleris semitexta (Meyrick, 1912)
- Acleris senescens (Zeller, 1874)
- Acleris shepherdana (Stephens, 1852)
- Acleris similis (Filipjev, 1931)
- Acleris simpliciana (Walsingham, 1879)
- Acleris sinica (Razowski, 1966)
- Acleris sinuopterana Liu & Bai, 1993
- Acleris sinuosaria Razowski, 1964
- Acleris sordidata Razowski, 1971
- Acleris sparsana ([Denis & Schiffermüller], 1775)
- Acleris stachi (Razowski, 1953)
- Acleris stadiana (Barnes & Busck, 1920)
- Acleris stibiana (Snellen, 1883)
- Acleris strigifera (Filipjev, 1931)
- Acleris submaccana (Filipjev, 1962)
- Acleris subnivana (Walker, 1863)
- Acleris supernova Razowski & Wojtusiak, 2009[4]
- Acleris tabida Razowski, 1975
- Acleris taiwana Kawabe, 1992
- Acleris takeuchii Razowski & Yasuda, 1964
- Acleris thiana Razowski, 1966
- Acleris thomasi Razowski, 1990
- Acleris thylacitis (Meyrick, 1920)
- Acleris tibetica Razowski, 1964
- Acleris tigricolor (Walsingham, 1900)
- Acleris tremewani Razowski, 1964
- Acleris trujilloana Razowski & Wojtusiak, 2013
- Acleris tsuifengana Kawabe, 1992
- Acleris tungurahuae Razowski & Wojtusiak, 2009[4]
- Acleris tunicatana (Walsingham, 1900)
- Acleris ulmicola (Meyrick, 1930)
- Acleris umbrana (Hübner, [1796-1799])
- Acleris undulana (Walsingham, 1900)
- Acleris uniformis (Filipjev, 1931)
- Acleris variana (Fernald, in Packard, 1886)
- Acleris variegana ([Denis & Schiffermüller], 1775)
- Acleris venatana Kawabe, 1992
- Acleris yasudai Razowski, 1966
- Acleris yasutoshii Kawabe, 1985
- Acleris youngana (McDunnough, 1934)
- Acleris zeta Razowski, 1964
- Acleris zimmermani Clarke in Zimmerman, 1978

## Especies obsoletas
- Acleris ferrumixtana (Benander, 1934)
- Acleris placidana (Robinson, 1869)